# Citipati osmolskae
Citipati osmolskae (san. "señor fúnebre de la hoguera de Halszka Osmólska") es la única especie conocida del género extinto Citipati de dinosaurio terópodo ovirraptórido que vivieron a finales del período Cretácico superior, hace aproximadamente 84 y 75 millones de años, en el Campaniense, en lo que hoy es Asia. De este gran ovirraptórido con cresta se han encontrado por lo menos 4 ejemplares en posición de anidación, entre ellos el más famoso «Big Momma».

## Descripción
Los más grandes citipati eran animales del tamaño de emúes, con cerca de 3 metros de largo, y fueron de los ovirraptóridos más grandes conocidos hasta el descubrimiento del Gigantoraptor. Como otros ovirraptóridos, el Citipati poseía un cuello largo y una cola corta en comparación a la mayoría de otros terópodos. Su cráneo fue extrañamente pequeño y altamente pneumatizado (acribillado con aberturas en la estructura ósea), terminando en un fuerte pico sin dientes. Tal vez la mayor característica distintiva del Citipati fue su alta cresta, superficialmente similar a la del casuario moderno. La cresta era relativamente baja en la especie tipo, Citipati osmolskae, y más alta, con un tope puntiagudo, en un espécimen referido al cual no se le ha asignado aún un nombre específico, provisionalmente etiquetado como C. sp.. Esta era más alta, con una muesca prominente en el margen frontal, creando una apariencia cuadrada..

## Descubrimiento e investigación
Fue encontrado específicamente en la Formación de Djadochta de Ukhaa Tolgod, en el desierto de Gobi de Mongolia. Es uno de los ovirraptóridos mejor conocidos, gracias al número de esqueletos bien preservados, incluyendo varios especímenes encontrados en posicione de incubar, encima de nidos con huevos. Estos especímenes de anidamientos han ayudado a solidificar el vínculo entre los dinosaurios no-avianos y las aves.

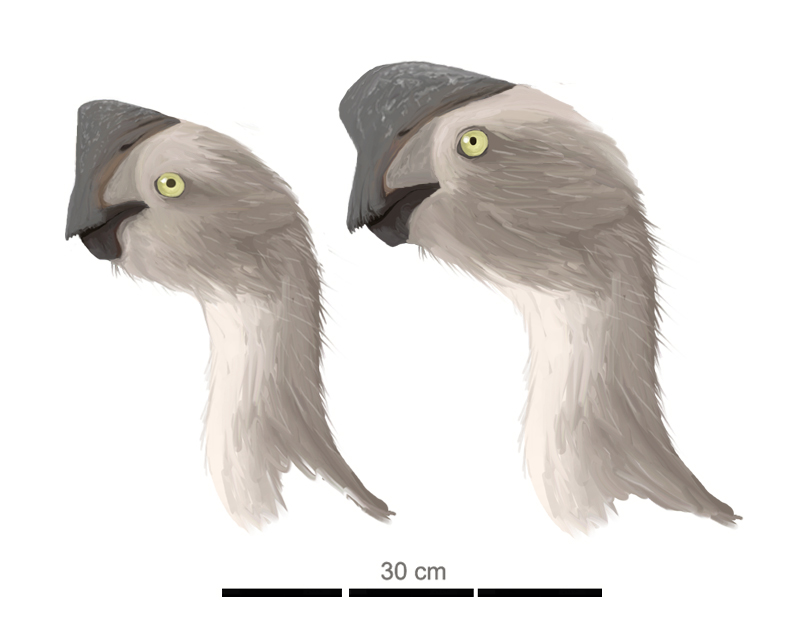
Comparación entre Citipati osmolskae y Citipati sp..

A raíz de la deteriorada preservación del cráneo del espécimen holotipo de ovirráptor, el espécimen de oviraptórido IGN o GIN 100/42 ha sido confundido con dicho género, incluso interpretándose, en algunos textos científicos, como Oviraptor philoceratops. El espécimen IGN presenta una relación más próxima al Citipati, del cual puede representar una segunda especie o, inclusive, un género completamente distinto.

### Etimología
El nombre «Citipati» está formado de las palabras sánscritas citi, que significa «pira funeraria», y pati, que significa «señor» (चितिपति). En el folclore budista tibetano, los citipati eran dos monjes que fueron decapitados por un ladrón mientras se encontraban meditando en un profundo trance. Los citipati son a menudo representados como un par de esqueletos que bailan rodeados de llamas, de ahí el uso del nombre para los esqueletos de ovirraptórido, impresionantemente conservados. La especie tipo, C. osmolskae, fue nombrada por Clark et ál., en honor a Halszka Osmólska, una destacada paleontóloga cuyo trabajo ha servido extensivamente con ovirraptóridos y otros terópodos mongoles.

## Clasificación
El cladograma a continuación sigue un análisis de Fanti et al., 2012.

|  | Rinchenia |
|  |           |
|  | Citipati  |
|  |           |

|         | "Ingenia" (=Ajancingenia)                                 |
|         |                                                           |
| unnamed | \| \| Nemegtomaia \| \| \| \| \| \| Heyuannia \| \| \| \| |
|         | \| \| Nemegtomaia \| \| \| \| \| \| Heyuannia \| \| \| \| |
|         | Nemegtomaia                                               |
|         |                                                           |
|         | Heyuannia                                                 |
|         |                                                           |

|  | Nemegtomaia |
|  |             |
|  | Heyuannia   |
|  |             |

|         | "Ingenia" (=Ajancingenia)                                 |
|         |                                                           |
| unnamed | \| \| Nemegtomaia \| \| \| \| \| \| Heyuannia \| \| \| \| |
|         | \| \| Nemegtomaia \| \| \| \| \| \| Heyuannia \| \| \| \| |
|         | Nemegtomaia                                               |
|         |                                                           |
|         | Heyuannia                                                 |
|         |                                                           |

|  | Nemegtomaia |
|  |             |
|  | Heyuannia   |
|  |             |

|         | "Ingenia" (=Ajancingenia)                                 |
|         |                                                           |
| unnamed | \| \| Nemegtomaia \| \| \| \| \| \| Heyuannia \| \| \| \| |
|         | \| \| Nemegtomaia \| \| \| \| \| \| Heyuannia \| \| \| \| |
|         | Nemegtomaia                                               |
|         |                                                           |
|         | Heyuannia                                                 |
|         |                                                           |

|  | Nemegtomaia |
|  |             |
|  | Heyuannia   |
|  |             |

|         | "Ingenia" (=Ajancingenia)                                 |
|         |                                                           |
| unnamed | \| \| Nemegtomaia \| \| \| \| \| \| Heyuannia \| \| \| \| |
|         | \| \| Nemegtomaia \| \| \| \| \| \| Heyuannia \| \| \| \| |
|         | Nemegtomaia                                               |
|         |                                                           |
|         | Heyuannia                                                 |
|         |                                                           |

|  | Nemegtomaia |
|  |             |
|  | Heyuannia   |
|  |             |

|         | "Ingenia" (=Ajancingenia)                                 |
|         |                                                           |
| unnamed | \| \| Nemegtomaia \| \| \| \| \| \| Heyuannia \| \| \| \| |
|         | \| \| Nemegtomaia \| \| \| \| \| \| Heyuannia \| \| \| \| |
|         | Nemegtomaia                                               |
|         |                                                           |
|         | Heyuannia                                                 |
|         |                                                           |

|  | Nemegtomaia |
|  |             |
|  | Heyuannia   |
|  |             |

|         | "Ingenia" (=Ajancingenia)                                 |
|         |                                                           |
| unnamed | \| \| Nemegtomaia \| \| \| \| \| \| Heyuannia \| \| \| \| |
|         | \| \| Nemegtomaia \| \| \| \| \| \| Heyuannia \| \| \| \| |
|         | Nemegtomaia                                               |
|         |                                                           |
|         | Heyuannia                                                 |
|         |                                                           |

|  | Nemegtomaia |
|  |             |
|  | Heyuannia   |
|  |             |

|         | "Ingenia" (=Ajancingenia)                                 |
|         |                                                           |
| unnamed | \| \| Nemegtomaia \| \| \| \| \| \| Heyuannia \| \| \| \| |
|         | \| \| Nemegtomaia \| \| \| \| \| \| Heyuannia \| \| \| \| |
|         | Nemegtomaia                                               |
|         |                                                           |
|         | Heyuannia                                                 |
|         |                                                           |

|  | Nemegtomaia |
|  |             |
|  | Heyuannia   |
|  |             |

|         | "Ingenia" (=Ajancingenia)                                 |
|         |                                                           |
| unnamed | \| \| Nemegtomaia \| \| \| \| \| \| Heyuannia \| \| \| \| |
|         | \| \| Nemegtomaia \| \| \| \| \| \| Heyuannia \| \| \| \| |
|         | Nemegtomaia                                               |
|         |                                                           |
|         | Heyuannia                                                 |
|         |                                                           |

|  | Nemegtomaia |
|  |             |
|  | Heyuannia   |
|  |             |

|  | Rinchenia |
|  |           |
|  | Citipati  |
|  |           |

|         | "Ingenia" (=Ajancingenia)                                 |
|         |                                                           |
| unnamed | \| \| Nemegtomaia \| \| \| \| \| \| Heyuannia \| \| \| \| |
|         | \| \| Nemegtomaia \| \| \| \| \| \| Heyuannia \| \| \| \| |
|         | Nemegtomaia                                               |
|         |                                                           |
|         | Heyuannia                                                 |
|         |                                                           |

|  | Nemegtomaia |
|  |             |
|  | Heyuannia   |
|  |             |

|         | "Ingenia" (=Ajancingenia)                                 |
|         |                                                           |
| unnamed | \| \| Nemegtomaia \| \| \| \| \| \| Heyuannia \| \| \| \| |
|         | \| \| Nemegtomaia \| \| \| \| \| \| Heyuannia \| \| \| \| |
|         | Nemegtomaia                                               |
|         |                                                           |
|         | Heyuannia                                                 |
|         |                                                           |

|  | Nemegtomaia |
|  |             |
|  | Heyuannia   |
|  |             |

|         | "Ingenia" (=Ajancingenia)                                 |
|         |                                                           |
| unnamed | \| \| Nemegtomaia \| \| \| \| \| \| Heyuannia \| \| \| \| |
|         | \| \| Nemegtomaia \| \| \| \| \| \| Heyuannia \| \| \| \| |
|         | Nemegtomaia                                               |
|         |                                                           |
|         | Heyuannia                                                 |
|         |                                                           |

|  | Nemegtomaia |
|  |             |
|  | Heyuannia   |
|  |             |

|         | "Ingenia" (=Ajancingenia)                                 |
|         |                                                           |
| unnamed | \| \| Nemegtomaia \| \| \| \| \| \| Heyuannia \| \| \| \| |
|         | \| \| Nemegtomaia \| \| \| \| \| \| Heyuannia \| \| \| \| |
|         | Nemegtomaia                                               |
|         |                                                           |
|         | Heyuannia                                                 |
|         |                                                           |

|  | Nemegtomaia |
|  |             |
|  | Heyuannia   |
|  |             |

|         | "Ingenia" (=Ajancingenia)                                 |
|         |                                                           |
| unnamed | \| \| Nemegtomaia \| \| \| \| \| \| Heyuannia \| \| \| \| |
|         | \| \| Nemegtomaia \| \| \| \| \| \| Heyuannia \| \| \| \| |
|         | Nemegtomaia                                               |
|         |                                                           |
|         | Heyuannia                                                 |
|         |                                                           |

|  | Nemegtomaia |
|  |             |
|  | Heyuannia   |
|  |             |

|         | "Ingenia" (=Ajancingenia)                                 |
|         |                                                           |
| unnamed | \| \| Nemegtomaia \| \| \| \| \| \| Heyuannia \| \| \| \| |
|         | \| \| Nemegtomaia \| \| \| \| \| \| Heyuannia \| \| \| \| |
|         | Nemegtomaia                                               |
|         |                                                           |
|         | Heyuannia                                                 |
|         |                                                           |

|  | Nemegtomaia |
|  |             |
|  | Heyuannia   |
|  |             |

|         | "Ingenia" (=Ajancingenia)                                 |
|         |                                                           |
| unnamed | \| \| Nemegtomaia \| \| \| \| \| \| Heyuannia \| \| \| \| |
|         | \| \| Nemegtomaia \| \| \| \| \| \| Heyuannia \| \| \| \| |
|         | Nemegtomaia                                               |
|         |                                                           |
|         | Heyuannia                                                 |
|         |                                                           |

|  | Nemegtomaia |
|  |             |
|  | Heyuannia   |
|  |             |

|         | "Ingenia" (=Ajancingenia)                                 |
|         |                                                           |
| unnamed | \| \| Nemegtomaia \| \| \| \| \| \| Heyuannia \| \| \| \| |
|         | \| \| Nemegtomaia \| \| \| \| \| \| Heyuannia \| \| \| \| |
|         | Nemegtomaia                                               |
|         |                                                           |
|         | Heyuannia                                                 |
|         |                                                           |

|  | Nemegtomaia |
|  |             |
|  | Heyuannia   |
|  |             |

## Paleobiología

### Anidación, huevos y embriones

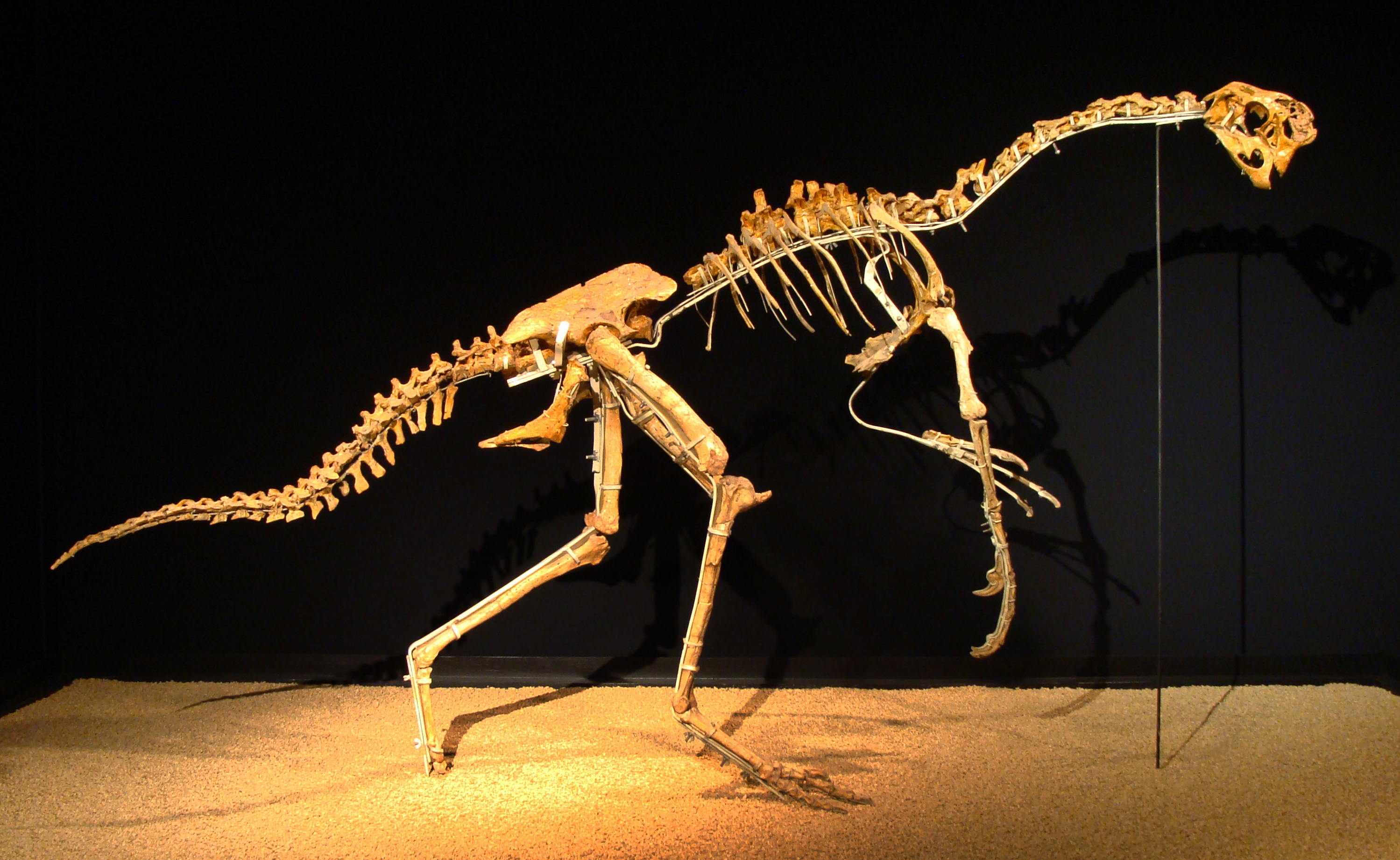
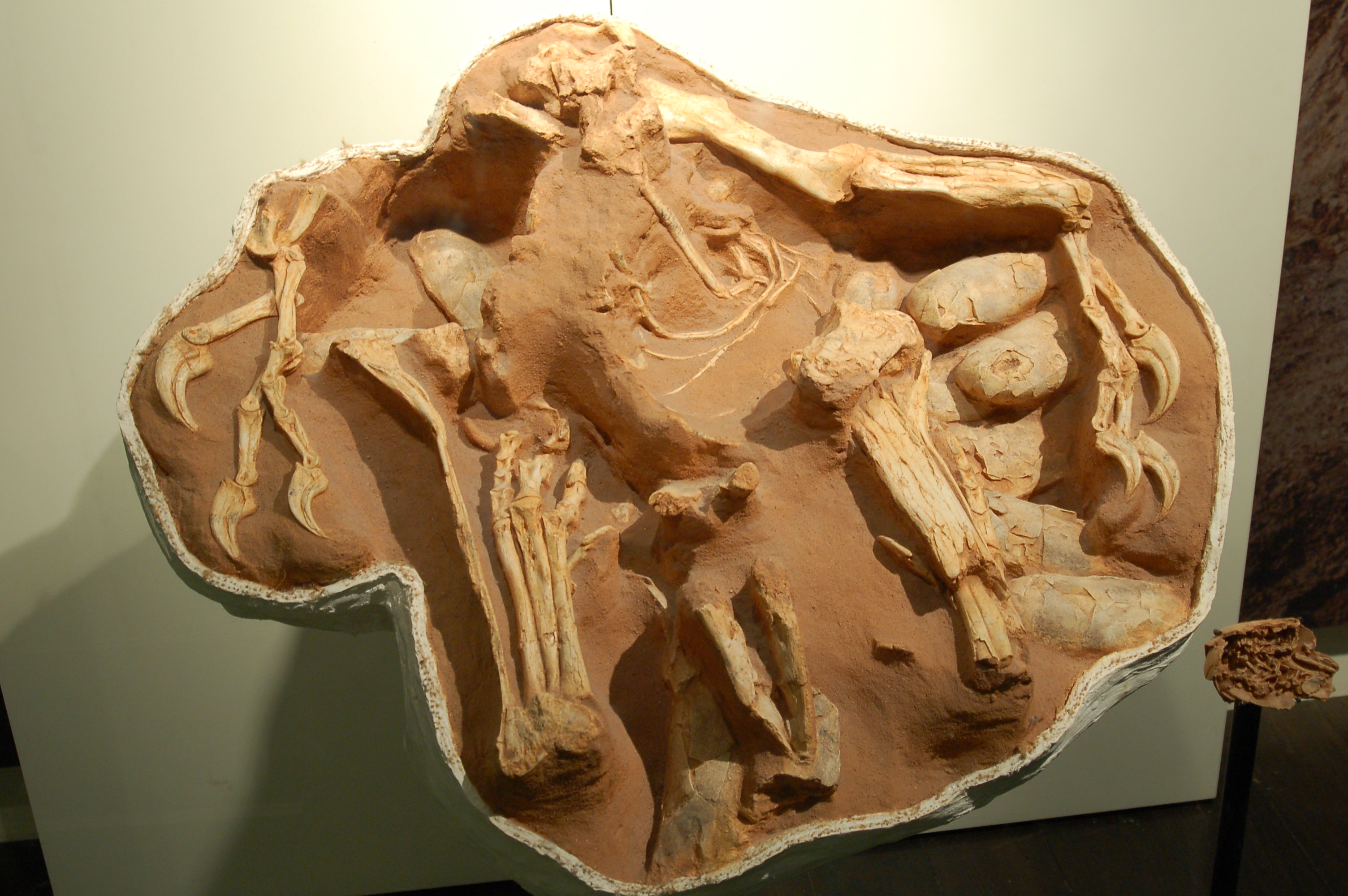
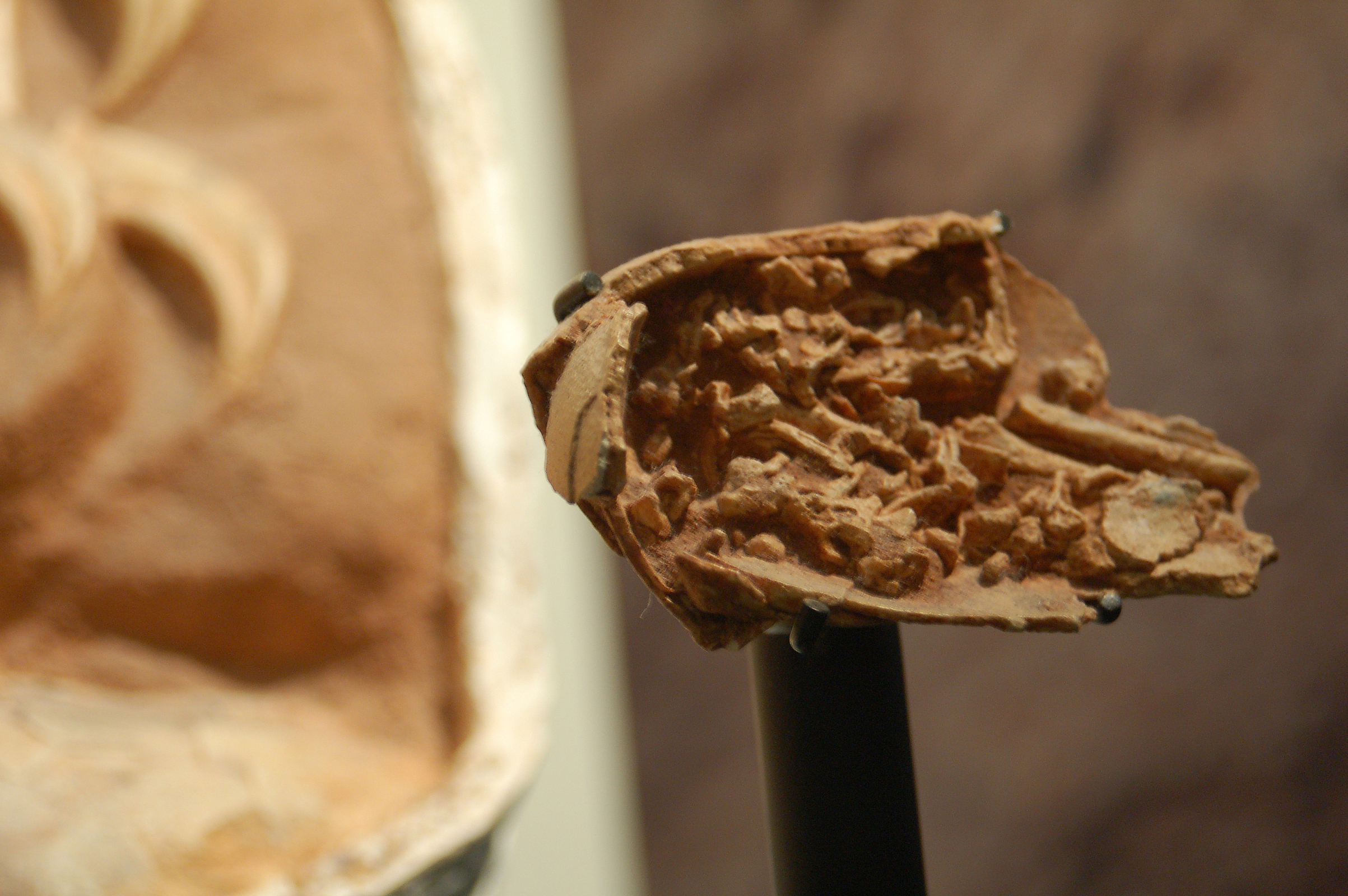

Por lo menos cuatro especímenes de Citipati han sido encontrados en posiciones de anidación. El más famoso fue llamado «Big Momma» ("Gran Mamá" o "Abuela" en inglés) y fue descubierto, mas no nombrado, en 1995; descrito en 1999, y referido al género Citipati en 2001. Todos los especímenes están sobre el nido, agarrando los huevos con sus miembros extendidos simétricamente a los lados de este y los anteriores cubriendo el perímetro del nido.
Esta posición para anidar actualmente solo se encuentra en aves, y este tipo de comportamiento es producto del enlace que se tienen las aves y los dinosaurios terópodos. La posición para anidar del Citipati apoya también la hipótesis de que este y otros oviraptóridos tenían miembros anteriores con plumas. Con los brazos extendidos alrededor de la periferia del nido la mayoría de los huevos no serían cubiertos por el cuerpo del animal a no ser que este tuviera un extenso abrigo de plumas en esta parte.

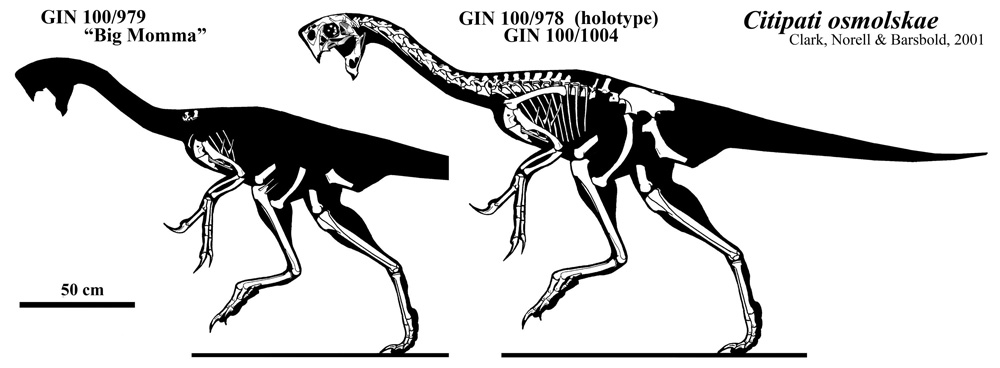
Recreación de dos esqueletos.

Aunque los huevos fosilizados de dinosaurio son muy raros, los huevos de Citipati, y otros ovirraptóridos en general, son realmente bien conocidos. Además de contar con los cuatro nidos con todo y el espécimen, docenas de huevos de ovirraptóridos han sido descubiertos en todo el Desierto del Gobi. Los fósiles de sus huevos tienen forma alargada y oval, pareciéndose a los huevos de avestruz en textura y forma. En los nidos de Citipati los huevos suelen estar ordenados en círculos concéntricos en tres capas, posiblemente en el nido hubiera unos 22 huevos. Los huevos de Citipati son los más largos de todos los ovirraptóridos, con 18 cm, en contraste con el oviraptor, que tenía 14 cm. Irónicamente, el nombre de ovirraptórido (que significa "ladrón de huevos") fue asignado debido a que un espécimen del género oviraptor fue encontrado cerca de un nido de protocerátopos, un ceratopsido, y se asumió que este estaba acechando el nido, posiblemente para asaltarlo y comer los huevos después. Es fácil ver que esa imagen no se erradicó fácilmente de los ovirraptóridos, y no fue sino hasta 1993 cuando un embrión de Citipati fue descubierto dentro de uno de los huevos, que se suponía que era de un protocerátopo. Norell et ál. reconocieron el huevo como de ovirraptórido, asignado al género Citipati, en 2001, basado en la posición vertical del premaxilar (un hueso característico de la mandíbula), una característica encontrada solo en los Citipati. El huevo contenía un embrión demasiado pequeño y se pensó que sólo estos podían tener huevos de 12 cm, aunque estaba roto y parcialmente erosionado en tres piezas, haciendo difícil estimar el verdadero tamaño.